# Kalpa Sutra
El Kalpa Sūtra es un texto considerado sagrado en el jainismo. Unido a la rama shvetambara, este sutra describe la vida del Maestro iluminado más renombrado, el Tirthankara Mahavira, así como de sus predecesores, pero también de sus discípulos; se dice que fue escrito por Bhadrabahu. Este libro contiene también rituales y oraciones. Se cuenta la vida en la época del rey Siddharta, el padre de Mahavira, así como prácticas de la astrología y la medicina. El Kalpa Sutra habría sido compuesto algunos siglos antes de Jesucristo, (en el siglo V o III a. C.). Hoy en día, los monjes jain Shvetambara, recitan partes de este libro para ciertos actos religiosos.